# Omar Abu Rischa

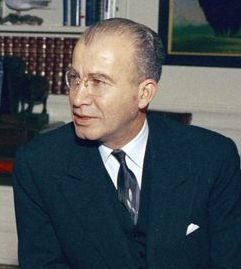
Omar Abu Rischa, 1962

Omar Abu Rischa (arabisch عمر أبو ريشة, DMG ʿUmar Abū Rīša; * 10. April 1908 in Manbidsch; † 15. Juli 1990 in Dschidda) war ein syrischer Diplomat und Lyriker.

## Leben
Omar Abu Rischa besuchte die Universität Damaskus und ab 1931 die Amerikanische Universität Beirut. Später studierte er Chemie an der University of Manchester. Nach seiner Rückkehr nach Syrien schrieb er literarische Werke; anschließend wurde er als Bibliothekar in Aleppo beschäftigt.
Von 1949 bis 1953 war er Botschafter in Rio de Janeiro. Von 1953 bis 1954 war er Botschafter in Buenos Aires und zeitgleich bei der Regierung in Santiago de Chile akkreditiert. Von 1954 bis 1959 war er Botschafter in Neu-Delhi, von 1959 bis 1961 Botschafter der Vereinigten Arabischen Republik in Wien. Von Dezember 1961 bis 1964 war er Botschafter in Washington, D.C. und von 1964 bis 1970 ein weiteres Mal Botschafter in Neu-Delhi.
Sein poetisches Werk umfasst mehrere Bände und Dramen.